# Episodi di Love Songs Love Series (seconda stagione)
La seconda stagione della serie televisiva Love Songs Love Series è andata in onda su GMM 25 dal 5 marzo al 31 dicembre 2017, composta da nove gruppi di episodi, ognuno con il nome di un brano musicale: Yung soht (canzone originale delle Olives), Klai khae nai khue klai (canzone originale dei Getsunova), Reua lek kuan auk jahk fung (canzone originale dei Bodyslam), Pae tahng (canzone originale dei Labanoon), Prot song khrai ma rak chan thi (canzone originale degli Instinct), Pae kum wah rak (canzone originale dei Calories Blah Blah), Ao (canzone originale di Atom Chanagun), Reung tee kho (canzone originale di Lula) e Sing kaung (canzone originale dei KLEAR).

Logo e protagonisti del gruppo di episodi Prot song khrai ma rak chan thi. Da sinistra, in alto Natthida Trichaiya, Peemapol Panichtamrong, Karnyaphak Pongsak e Vichayut Limratanamongkol; in basso Gunn Junhavat, Lapassalan Jiravechsoontornkul e Rueangrit Siriphanit

| Gruppo di episodi                                | n° | Titolo      | Prima TV          |
| ------------------------------------------------ | -- | ----------- | ----------------- |
| Yung soht ยังโสด                                  | 1  | Episodio 1  | 5 marzo 2017      |
| Yung soht ยังโสด                                  | 2  | Episodio 2  | 12 marzo 2017     |
| Yung soht ยังโสด                                  | 3  | Episodio 3  | 19 marzo 2017     |
| Yung soht ยังโสด                                  | 4  | Episodio 4  | 26 marzo 2017     |
| Klai khae nai khue klai ไกลแค่ไหนคือใกล้            | 5  | Episodio 5  | 2 aprile 2017     |
| Klai khae nai khue klai ไกลแค่ไหนคือใกล้            | 6  | Episodio 6  | 9 aprile 2017     |
| Klai khae nai khue klai ไกลแค่ไหนคือใกล้            | 7  | Episodio 7  | 16 aprile 2017    |
| Klai khae nai khue klai ไกลแค่ไหนคือใกล้            | 8  | Episodio 8  | 23 aprile 2017    |
| Klai khae nai khue klai ไกลแค่ไหนคือใกล้            | 9  | Episodio 9  | 30 aprile 2017    |
| Reua lek kuan auk jahk fung เรือเล็กควรออกจากฝั่ง    | 10 | Episodio 10 | 7 maggio 2017     |
| Reua lek kuan auk jahk fung เรือเล็กควรออกจากฝั่ง    | 11 | Episodio 11 | 14 maggio 2017    |
| Reua lek kuan auk jahk fung เรือเล็กควรออกจากฝั่ง    | 12 | Episodio 12 | 21 maggio 2017    |
| Reua lek kuan auk jahk fung เรือเล็กควรออกจากฝั่ง    | 13 | Episodio 13 | 28 maggio 2017    |
| Pae tahng แพ้ทาง                                  | 14 | Episodio 14 | 4 giugno 2017     |
| Pae tahng แพ้ทาง                                  | 15 | Episodio 15 | 11 giugno 2017    |
| Pae tahng แพ้ทาง                                  | 16 | Episodio 16 | 18 giugno 2017    |
| Pae tahng แพ้ทาง                                  | 17 | Episodio 17 | 25 giugno 2017    |
| Prot song khrai ma rak chan thi โปรดส่งใครมารักฉันที | 18 | Episodio 18 | 2 luglio 2017     |
| Prot song khrai ma rak chan thi โปรดส่งใครมารักฉันที | 19 | Episodio 19 | 9 luglio 2017     |
| Prot song khrai ma rak chan thi โปรดส่งใครมารักฉันที | 20 | Episodio 20 | 16 luglio 2017    |
| Prot song khrai ma rak chan thi โปรดส่งใครมารักฉันที | 21 | Episodio 21 | 23 luglio 2017    |
| Prot song khrai ma rak chan thi โปรดส่งใครมารักฉันที | 22 | Episodio 22 | 30 luglio 2017    |
| Pae kum wah rak แพ้คำว่ารัก                         | 23 | Episodio 23 | 6 agosto 2017     |
| Pae kum wah rak แพ้คำว่ารัก                         | 24 | Episodio 24 | 13 agosto 2017    |
| Pae kum wah rak แพ้คำว่ารัก                         | 25 | Episodio 25 | 20 agosto 2017    |
| Pae kum wah rak แพ้คำว่ารัก                         | 26 | Episodio 26 | 27 agosto 2017    |
| Ao อ้าว                                           | 27 | Episodio 27 | 3 settembre 2017  |
| Ao อ้าว                                           | 28 | Episodio 28 | 10 settembre 2017 |
| Ao อ้าว                                           | 29 | Episodio 29 | 17 settembre 2017 |
| Ao อ้าว                                           | 30 | Episodio 30 | 24 settembre 2017 |
| Reung tee kho เรื่องที่ขอ                            | 31 | Episodio 31 | 5 novembre 2017   |
| Reung tee kho เรื่องที่ขอ                            | 32 | Episodio 32 | 12 novembre 2017  |
| Reung tee kho เรื่องที่ขอ                            | 33 | Episodio 33 | 19 novembre 2017  |
| Reung tee kho เรื่องที่ขอ                            | 34 | Episodio 34 | 26 novembre 2017  |
| Sing kaung สิ่งของ                                 | 35 | Episodio 35 | 3 dicembre 2017   |
| Sing kaung สิ่งของ                                 | 36 | Episodio 36 | 10 dicembre 2017  |
| Sing kaung สิ่งของ                                 | 37 | Episodio 37 | 17 dicembre 2017  |
| Sing kaung สิ่งของ                                 | 38 | Episodio 38 | 24 dicembre 2017  |
| Sing kaung สิ่งของ                                 | 39 | Episodio 39 | 31 dicembre 2017  |